# Акротерий
Акротерий (от гръцки ἀκρωτήριον, „връх“) е архитектурен детайл, статуя, поставена на ъгъла или на върха на фронтон. Среща се в класическата и в готическата архитектура.